# Wallula Gap

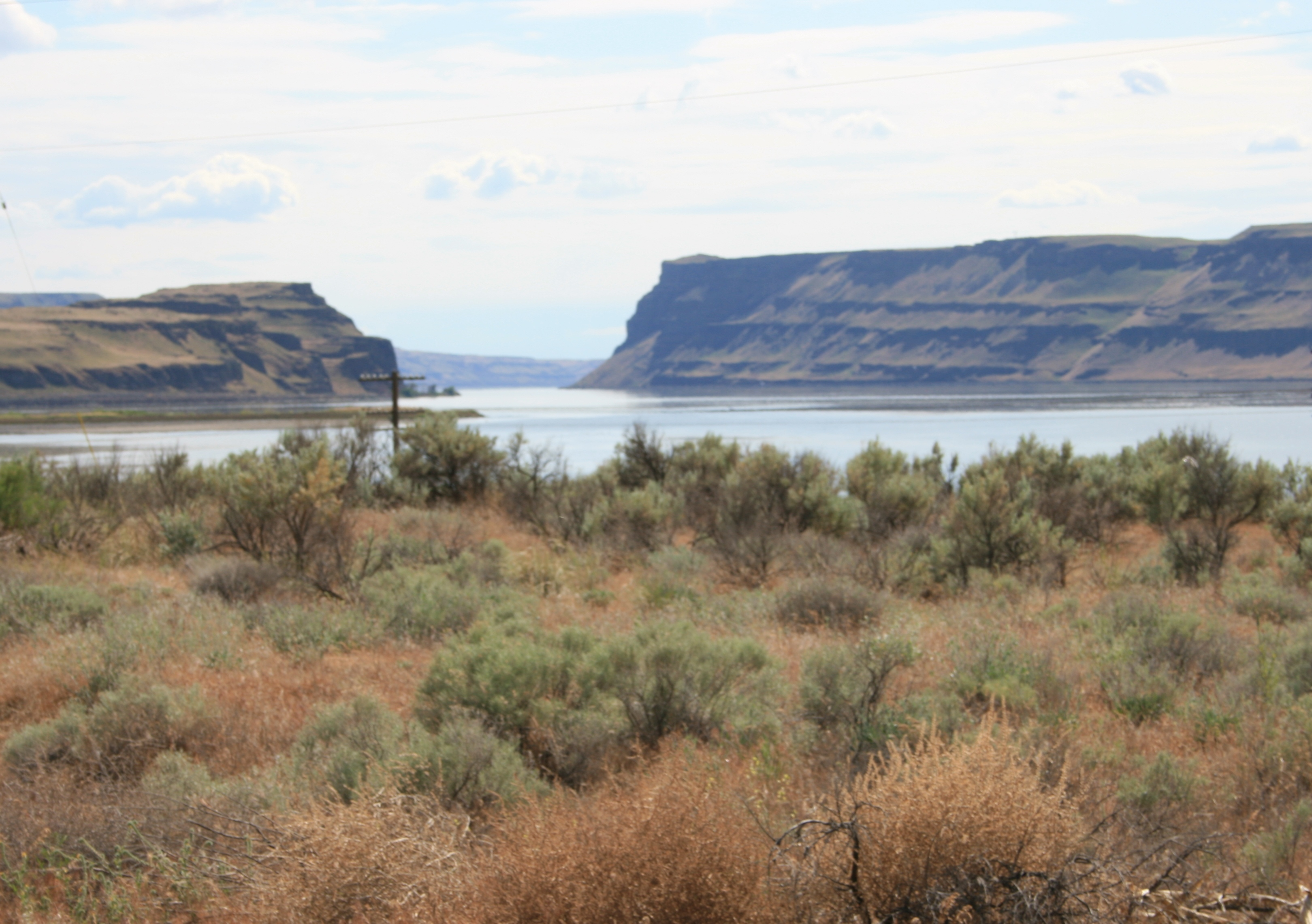
Il Wallula Gap visto dalla strada principale di Wallula, nello Stato americano di Washington.

Il Wallula Gap è un ampio varco fluviale aperto dal fiume Columbia attraverso le anticlinali basaltiche del Gruppo basaltico del Columbia, nello Stato americano di Washington, appena a sud della confluenza tra i fiumi Walla Walla e Columbia.
È stato riconosciuto come National Natural Landmark dal National Park Service, in quanto sito che fornisce un'importante illustrazione della storia geologica degli Stati Uniti d'America.

## Geologia

### Colate basaltiche
Nella parte sudorientale dello Stato di Washington, nell'Oregon orientale e nell'Idaho meridionale, le colate basaltiche di lava molto fluida si propagarono in tutte le direzioni attraverso lunghe fenditure, dando luogo alla formazione di vaste spianate di lava debolmente inclinata che poté avanzare per lunghe distanze. Lungo il fiume Snake nell'Idaho e il Columbia negli stati di Washington e Oregon, queste colate laviche dello spessore di almeno 2 km, sono state estesamente esposte dall'erosione mettendo in mostra anche vaste formazioni di basalto colonnare.
I flussi basaltici visibili nel Wallula Gap risalgono al Miocene, hanno un'età di circa 17 milioni di anni e fanno parte del Gruppo basaltico del Columbia. Durante le eruzioni basaltiche, le porzioni meridionali e occidentali dell'Altopiano del Columbia, che includono anche l'attuale localizzazione del Wallula Gap, iniziarono a formare alcune pieghe tettoniche. Gli incurvamenti degli antichi flussi di lava sono chiaramente visibili negli strati ripiegati di basalto esposto nelle ripide pareti del varco.

### Formazione del Wallula Gap
Nella fase iniziale della formazione delle pieghe rocciose, la cresta montuosa doveva già presentare un avvallamento nella zona dell'attuale Wallula Gap. L'antico fiume Salmon-Clearwater cominciò a scorrere attraverso la catena montuosa passando attraverso questo valico, formando così un canale. Mentre la piegatura della cresta montuosa continuava a proseguire, l'erosione provocata dal passaggio delle acque dette luogo alla formazione del varco. 
Fino a circa 10 milioni di anni fa, era solo il fiume Salmon-Clearwater a fluire attraverso il Wallula Gap. L'accentuarsi dell'inclinazione della pianura alluvionale del Columbia Basin portò il fiume Columbia a fluire in direzione est, finché 6 milioni di anni fa andò a unirsi al Salmon-Clearwater. Successivamente, circa 2,5 milioni di anni fa, il sollevamento tettonico delle Blue Mountains dell'Oregon provocò la deviazione verso nord dello Snake e le sue acque andarono a confluire in quelle del Salmon-Clearwater presso il confine Idaho-Oregon.